# Friedhof Plau am See

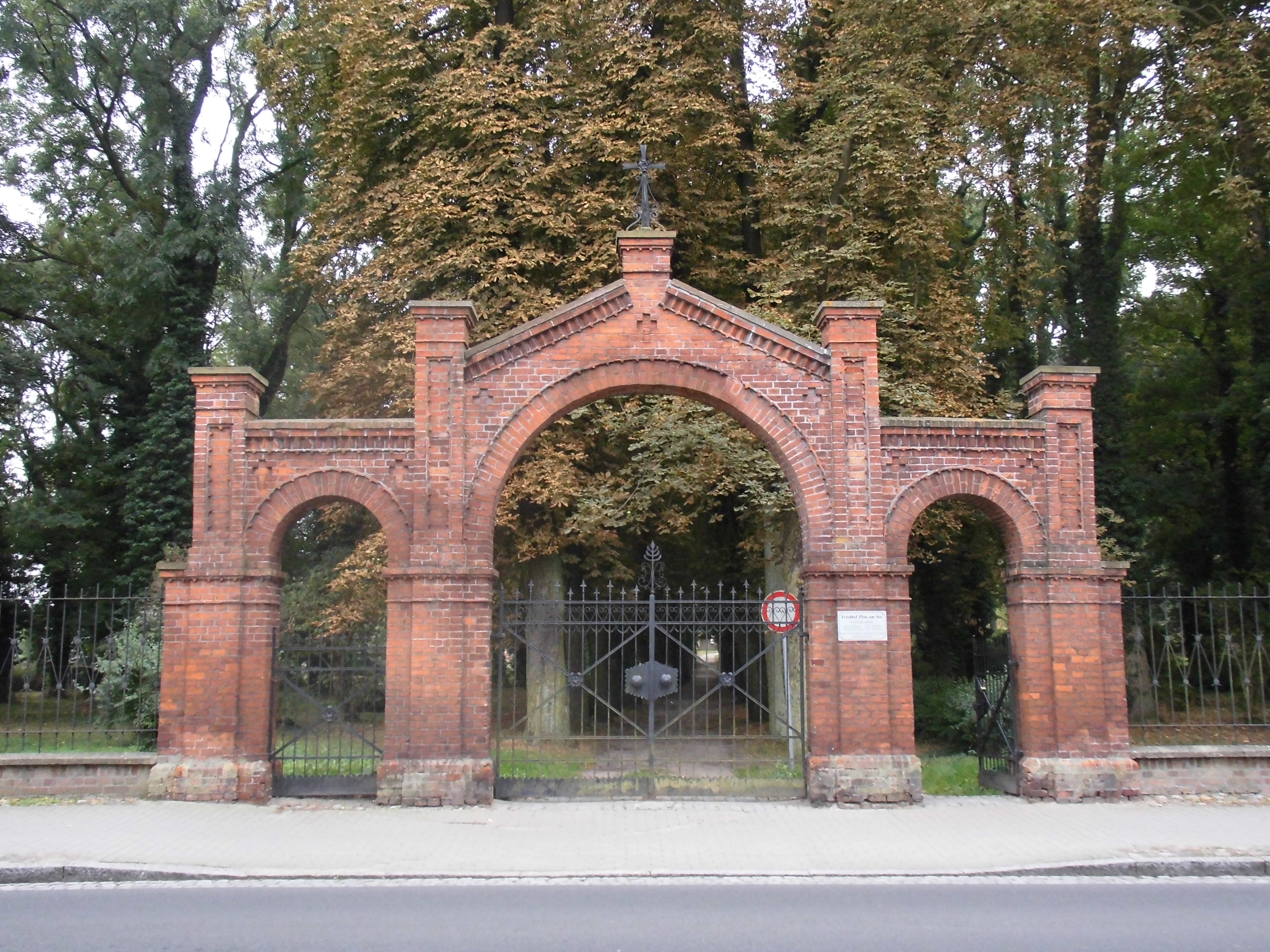
Friedhofstor

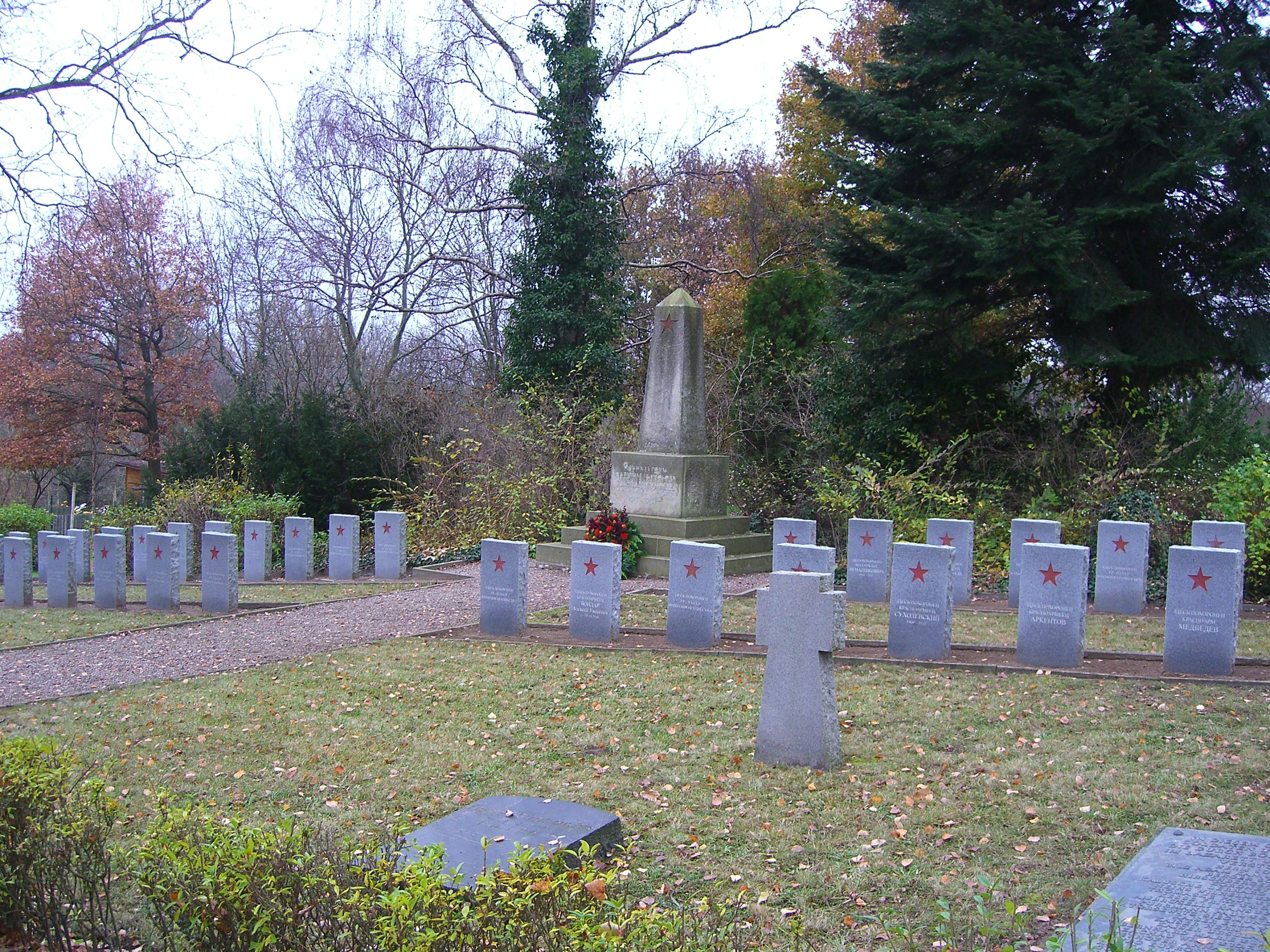
Soldatengräber

Der Friedhof Plau am See ist die Hauptbegräbnisstätte in Plau am See im Landkreis Ludwigslust-Parchim in Mecklenburg-Vorpommern. Er ist ein geschütztes Baudenkmal.

## Beschreibung
Der mehr als 4 Hektar große Friedhof befindet sich westlich der Innenstadt. Der Haupteingang liegt in der Steinstraße westlich der Hausnummer 71. Durch seinen Bestand von etwa 460 Bäumen trägt der Friedhof den Charakter eines naturnahen Parkfriedhofes. Der größte Teil des Baumbestandes ist über 100 Jahre alt und besteht überwiegend aus Linden, Eschen und Ahorn. Zu finden sind aber auch Eichen, Platanen, Birken, Blutbuchen und andere Arten. Eine Stieleiche wird seit 1939 als Naturdenkmal geführt. In verschiedenen Bereichen befinden sich zahlreiche erhaltenswerte Grabmale, die sich zum Teil in stark sanierungsbedürftigem Zustand zeigen.

## Vogelwelt
Eine fachlich-ornithologische Erfassung der im Bereich des Friedhofes und seinem näheren Umfeld erbrachte am 29. April 2017 den Nachweis von 28 Vogelarten, die zum größeren Teil auch zum Brutvogelbestand gehören:
- Amsel
- Blaumeise / Buchfink
- Elster
- Fitis
- Gimpel / Girlitz / Graugans / Grünfink
- Hausrotschwanz / Haussperling / Heckenbraunelle
- Kernbeißer / Kleiber / Kohlmeise
- Lachmöwe
- Mönchsgrasmücke
- Nachtigall / Nebelkrähe
- Ringeltaube / Rotkehlchen
- Singdrossel / Star / Stieglitz
- Wacholderdrossel / Waldbaumläufer / Waldohreule (Beobachtung 12. Mai 2017) / Wintergoldhähnchen
- Zaunkönig / Zilpzalp

## Geschichte
Bis in das Jahr 1800 bestand die Hauptbegräbnisstätte der Stadt Plau am See im direkten Umfeld der Marienkirche. Außerhalb der Stadt befanden sich weitere kleine Friedhöfe. Durch jahrhundertelange Benutzung des begrenzten Areals um die Kirche gab es im 18. Jahrhundert zunehmende Probleme mit der Belegung. Zum einen waren es hygienische Gründe, zum anderen wuchs die Bevölkerung kontinuierlich an. So wurde der Entschluss gefasst, einen neuen Friedhof anzulegen, damals noch außerhalb der Stadtmauern. Dieser neue Begräbnisplatz wurde am 29. September 1800 geweiht und in Nutzung genommen. Im Jahr 1853 erfolgte eine erste Erweiterung der Fläche, gleichzeitig der Bau eines Totengräberhauses. Bis 1893 erfolgten noch mehrere Erweiterungen bis auf die heutige Größe.
Fortschreitende Änderungen in der Bestattungskultur führten insbesondere nach 1990 dazu, dass weite Bereiche des Friedhofes nicht mehr für Bestattungen genutzt werden.

## Erhaltenswerte Grabmale
| Foto | Name                  | errichtet   | Anmerkungen                                                                           |
| ---- | --------------------- | ----------- | ------------------------------------------------------------------------------------- |
|      | Ernst Alban           | (nach) 1856 | ältestes erhaltenes Grabmal; gefertigt in der Alban’schen Eisengießerei; saniert 1997 |
|      | Fam. Daries           | ~1918       | entworfen von Bildhauer Wilhelm Wandschneider, Relief 2016 gestohlen                  |
|      | Fam. Gast/Köppen      | ~1914       |                                                                                       |
|      | Fam. Gantikow         | ~1906       |                                                                                       |
|      | Fam. Heinrich Haukohl | 1902        | nach Entwurf von Bildhauer W. Wandschneider; Figur 2006 gestohlen                     |
|      | Fam. Otto Haukohl     | 1917        |                                                                                       |
|      | Fam. Gustav Kern      | ~1901       |                                                                                       |
|      | Fam. Wandschneider    | 1890        |                                                                                       |
|      | Fam. Viktor Wentzel   | ~1905       |                                                                                       |
|      | Fam. Wilhelm Wilde    | 1882        | gusseiserner Grabzaun 2015, bzw. 2019 gestohlen                                       |
|      | Fam. Ziegenhagen      | 1924        |                                                                                       |
|      | Fam. Zimmermann       | 1923        |                                                                                       |
|      | Fam. Friedrich Zülow  | 1924        |                                                                                       |